# Dietmar Harhoff

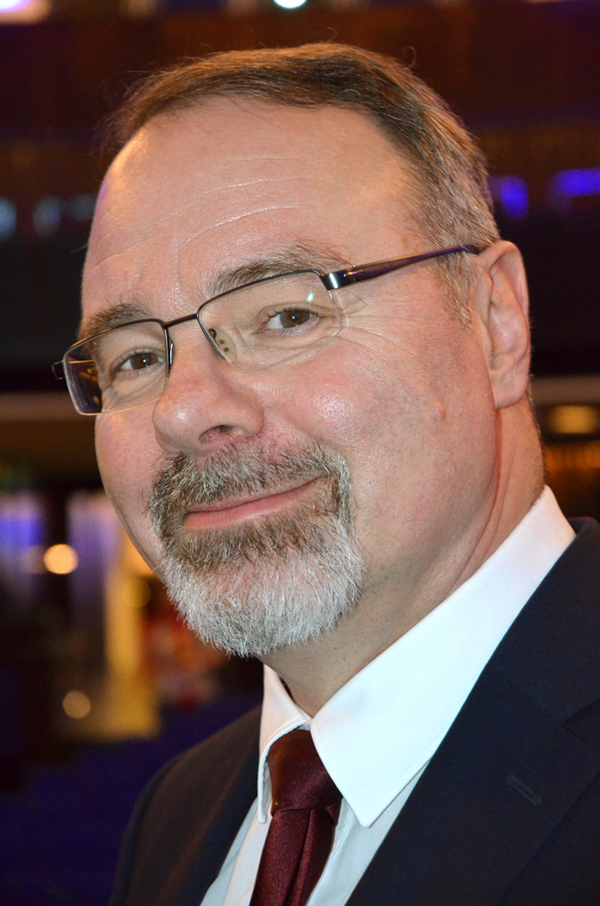
Dietmar Harhoff, hier 2018 im Hannover Congress Centrum beim Neujahrsempfang der Industrie- und Handelskammer Hannover

Dietmar Harhoff (* 13. August 1958 in Ahlen) ist ein deutscher Hochschullehrer und ehemaliger Vorsitzender der Expertenkommission Forschung und Innovation der deutschen Bundesregierung. Harhoff war zwischen 1998 und 2013 Professor an der LMU München; seit 2013 ist er Direktor am Münchner Max-Planck-Institut für Innovation und Wettbewerb.

## Werdegang
Im Jahr 1984 schloss Dietmar Harhoff ein Maschinenbau-Studium an der Universität Dortmund ab. Im Anschluss daran absolvierte er an der John F. Kennedy School of Government der Harvard University ein Studium, das er 1987 mit einem Master of Public Administration beendete. Mit einer Dissertation zum Thema Strategic Spillover Production, Vertical Organization, and Incentives for Research and Development erwarb er 1991 an der Sloan School of Management des Massachusetts Institute of Technology den akademischen Grad eines Doctor of Philosophy (Ph.D.).
Mit einer Habilitationsschrift über Innovation in German Manufacturing Firms – Empirical Studies on Productivity, Externalities, Corporate Finance and Taxation erlangte er 1996 die Venia Legendi an der Universität Mannheim.
Nach kurzen Zwischenstationen beim Zentrum für Europäische Wirtschaftsforschung sowie beim Wissenschaftszentrum Berlin für Sozialforschung übernahm er 1998 eine C4-Professur am Institut für Innovationsforschung, Technologiemanagement und Entrepreneurship an der Ludwig-Maximilians-Universität München.
Seit 2018 ist er zudem Mitglied des Direktoriums des Bayerischen Forschungsinstituts für Digitale Transformation (bidt).
Dietmar Harhoff war bis 2019 Vorsitzender der Expertenkommission Forschung und Innovation der Bundesregierung, die jeweils Anfang März ein Gutachten zu Forschung, Innovation und technologischer Leistungsfähigkeit Deutschlands vorlegt.
Harhoff erhielt Rufe an die Universität Maastricht (2001), die ETH Zürich (2003) sowie an die Universität Mannheim (2006), die er ablehnte.

## Preise und Ehrungen
Im Jahr 1978 erhielt Dietmar Harhoff die Auszeichnung der Abiturientenvereinigung Ahlen e. V., anschließend wurde er als Stipendiat der Studienstiftung des deutschen Volkes von 1980 bis 1984 als Student gefördert. Während seines Auslandsstudiums an der Harvard University erhielt er ein McCloy-Stipendium, ebenfalls von der Studienstiftung. Am MIT erhielt er ein Doktoranden-Stipendium und schließlich 1991 den Alfred P. Sloan School of Management Dissertation Award.
Das Handelsblatt benannte ihn 2005 zu einem der Top 10 Wirtschaftswissenschaftler in Deutschland. Das Managing Intellectual Property Magazine benannte Harhoff zu einer der 50 weltweit einflussreichsten Personen im Bereich Geistiges Eigentum. Im Jahr 2008 wurde er zudem zum Mitglied der Deutschen Akademie der Technikwissenschaften (Acatech) ernannt. Im Jahr 2009 wurde er zum Mitglied der Leopoldina gewählt. Am 21. Juni 2013 erhielt Harhoff für seine wegweisenden Beiträge in der Innovations- und Gründungsforschung den Schumpeter School Preis der Bergischen Universität Wuppertal. 2015 wurde er in die Bayerische Akademie der Wissenschaften gewählt.

## Sonstiges
Er ist Mitglied im Verband der Hochschullehrer für Betriebswirtschaft, der Strategic Management Society, dem Verein für Socialpolitik, der Royal Economic Society, der European Economic Association sowie der American Economic Association.
Dietmar Harhoff ist verheiratet und Vater von drei Kindern.

## Werke (Auswahl)
Dietmar Harhoff ist Gutachter zahlreicher wissenschaftlicher Zeitschriften wie z. B. des American Economic Review, der Econometrica, der Zeitschrift für betriebswirtschaftliche Forschung oder der Zeitschrift für Betriebswirtschaft.
- mit Michael Müller: Preismessung und technischer Fortschritt. Nomos-Verlag, Baden-Baden, 1995, ISBN 3-7890-3989-6
- Innovationsaktivitäten kleiner und mittlerer Unternehmen : Ergebnisse des Mannheimer Innovationspanels. Nomos-Verlag, Baden-Baden, 1995, ISBN 3-7890-4198-X
- Unternehmensgründungen : empirische Analysen für die alten und neuen Bundesländer. Nomos-Verlag, Baden-Baden, 1997, ISBN 3-7890-4657-4
- Unternehmenssteuerreform, Innovationsförderung und Zukunftsinvestitionen. Nomos-Verlag, 1998, ISBN 3-7890-5509-3